# Williams F112
Il Williams F112 è un piccolo motore turbofan sviluppato e costruito dalla statunitense Williams International per essere installato sul missile da crociera AGM-129A ACM, così come sui velivoli sperimentali X-36 e X-50.

## Storia

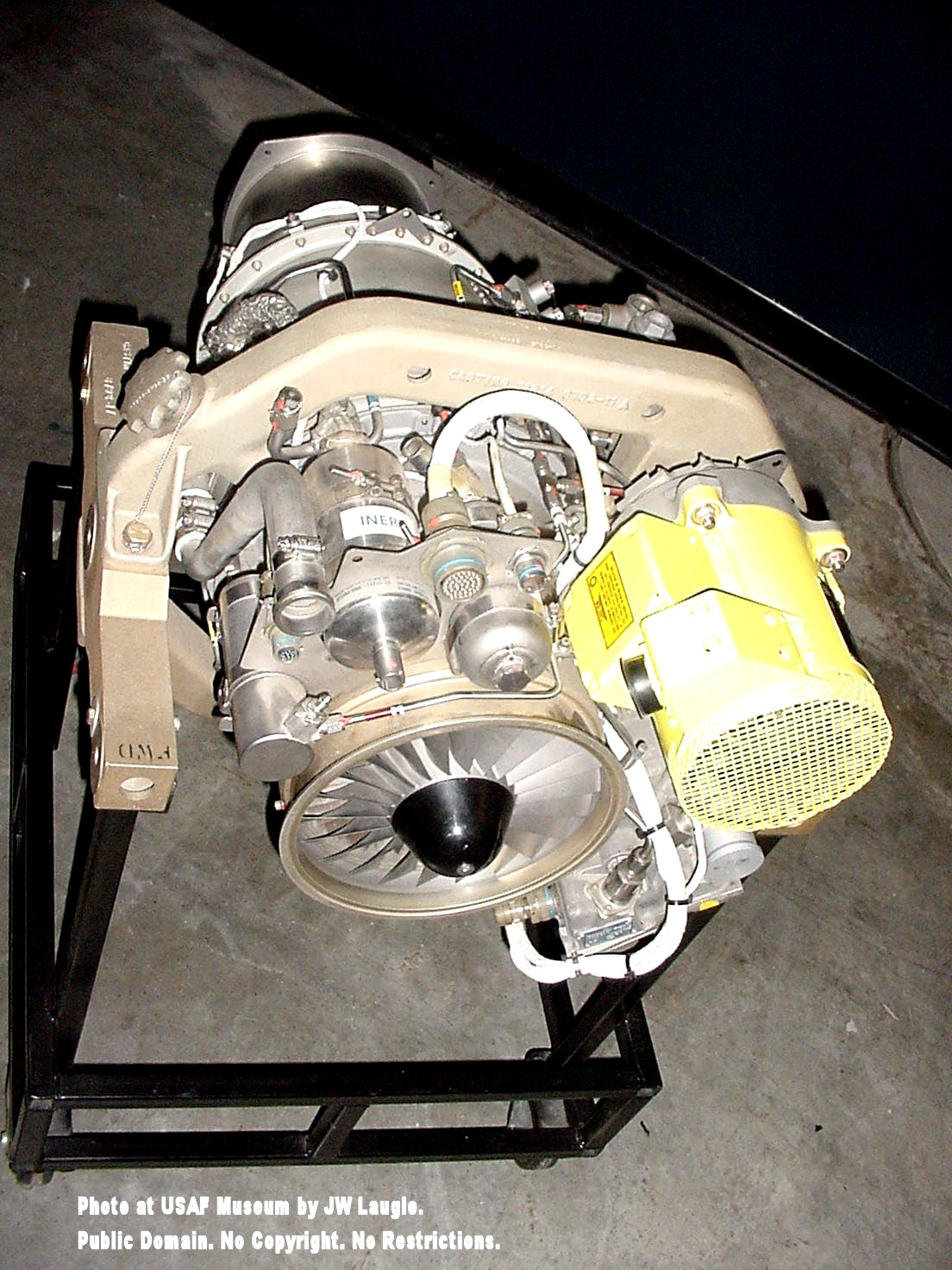
Vista superiore di un Williams F112-WR-100

### Sviluppo
Sebbene Williams avesse inizialmente progettato questi piccoli motori turbofan per spingere degli aerei bersaglio senza pilota, divenne presto chiara la possibilità di utilizzarli nei più avanzati missili da crociera. Il motore, sviluppato a partire dal marzo 1982 come F107-WR-103 sulla base del precedente F107-WR-101, fu poi rinominato nell'aprile del 1983 dalla USAF come F112-WR-100.

### Tecnica
Il motore è un turboventola con un rapporto di diluizione di 1:1 con due alberi controrotanti e combustore anulare. Si caratterizza per una impronta infrarossa particolarmente bassa, per la leggerezza, il basso consumo specifico ed un'alta affidabilità.

## Utilizzatori
Stati Uniti
- AGM-129 ACM
- Boeing X-50
- McDonnell Douglas X-36